# Henricosborniidae
Henricosborniidae es una de las familias más antiguas de mamíferos placentarios del orden Notoungulata, que vivió durante el Paleoceno-Eoceno en Sudamérica. Su nombre es en honor al paleontólogo norteamericano Henry Fairfield Osborn.

## Generalidades
Henricosborniidae es un grupo de notoungulados primitivos asignados al suborden Notioprogonia junto con Notostylopidae, no porque estas dos familias compartan características derivadas, sino porque claramente no pertenecen a ningún otro clado. Los henricosbórnidos se conocen del Paleoceno tardío y del Eoceno temprano (SALMA Itaboraianse-Casamayorense, hace 59 a 48 millones de años), lo que los hace un poco más antiguos y primitivos que los notostilópidos. La dentición henricosbornida es la más generalizada y primitiva de todos los notoungulados, y se cree que están cerca de la fuente de todos los notoungulados. Estos notoungulados eran animales de pequeño tamaño que poseían molares bunodontes y braquiodontes, con una fórmula dentaria 3.1.4.3⁄3.1.4.3.
Tenían los dientes yugales superiores (premolares y molares) con protolofo y ectolofo, metalofo corto o ausente, y un crochet. Los premolares superiores se van complejizando desde el primero al último, pero ninguno de ellos, ni el tercer molar posee hipocono, mientras que los molares 1 y 2 tienen un hipocono muy desarrollado. Los dientes yugales inferiores son biselenodontes. Los molares con el metacónido más alto que el protocónido, el seleno posterior formado por el hipocono y el hipoconúlido llegando hasta trigónido cerca de la línea media, y el entocónido como una cúspide independiente de posición posterior.
Simpsonotus, con dos especies encontradas en la Formación Mealla en la provincia de Jujuy en el noroeste de Argentina, es uno de los henricosbórnidos más completos encontrados.